# Allium microspathum
Allium microspathum — вид трав'янистих рослин родини амарилісові (Amaryllidaceae), ендемік східної Туреччини.

## Поширення
Ендемік східної Туреччини.